# 수성못
수성못(壽城못)은 대구광역시 수성구 무학로 78 (두산동)에 위치한 호수공원이다. 1927년 4월 24일 규모 1,063,778㎡, 못둘레 2,020m, 저수량 70만톤으로 인공조성되었다.
근교에 아르떼 수성랜드가 있다. 대구의 대표적인 명소이다.

## 역사
일제강점기때인 1925년에 축조됐다. 수성들에 홍수와 가뭄으로 피해가 계속되자 일본인 미즈사키 린타로가 조선총독부로부터 지원을 받아 만들어졌다. 린타로는 1939년에 사망했고, 수성못 옆에 묻혔다.
1970년대까지만 해도 수성못 일대는 논과 밭으로 이루어져 있었으며, 민가도 거의 없었다. 1975년 들안길 삼거리가 비포장도로로 개설됐다. 1984년에 현재의 두산오거리 자리에 두산네거리가 만들어졌다. 1980년대 후반부터 시내 중심가의 대형식당들이 들안길에 생기면서, 현재의 들안길 먹거리타운이 형성됐다.
1980년대 못 둘레를 따라 포장마차가 불야성을 이룬 유원지였으나 1991년 모두 철거된 뒤 재정비됐다. 2015년 도시철도 3호선이 개통되고 주변에 커피숍과 카페 등으로 늘어서면서 핫 플레이스가 됐다. 2019년 12월에는 수성빛예술제라는 축제가 개최되었고, 최근에는 수성못 페스티벌로 많은 관광객이 찾고 있다.

## 볼거리

### 왕버들
수성못 동쪽 산책길 입구에는 왕버들이 있다. 이 왕버들은 수령이 100년에 달한다.

## 대중매체
- 수성못 (영화) (2018년) : 유지영 감독이 연출한 수성못을 배경으로 한 영화

## 사진

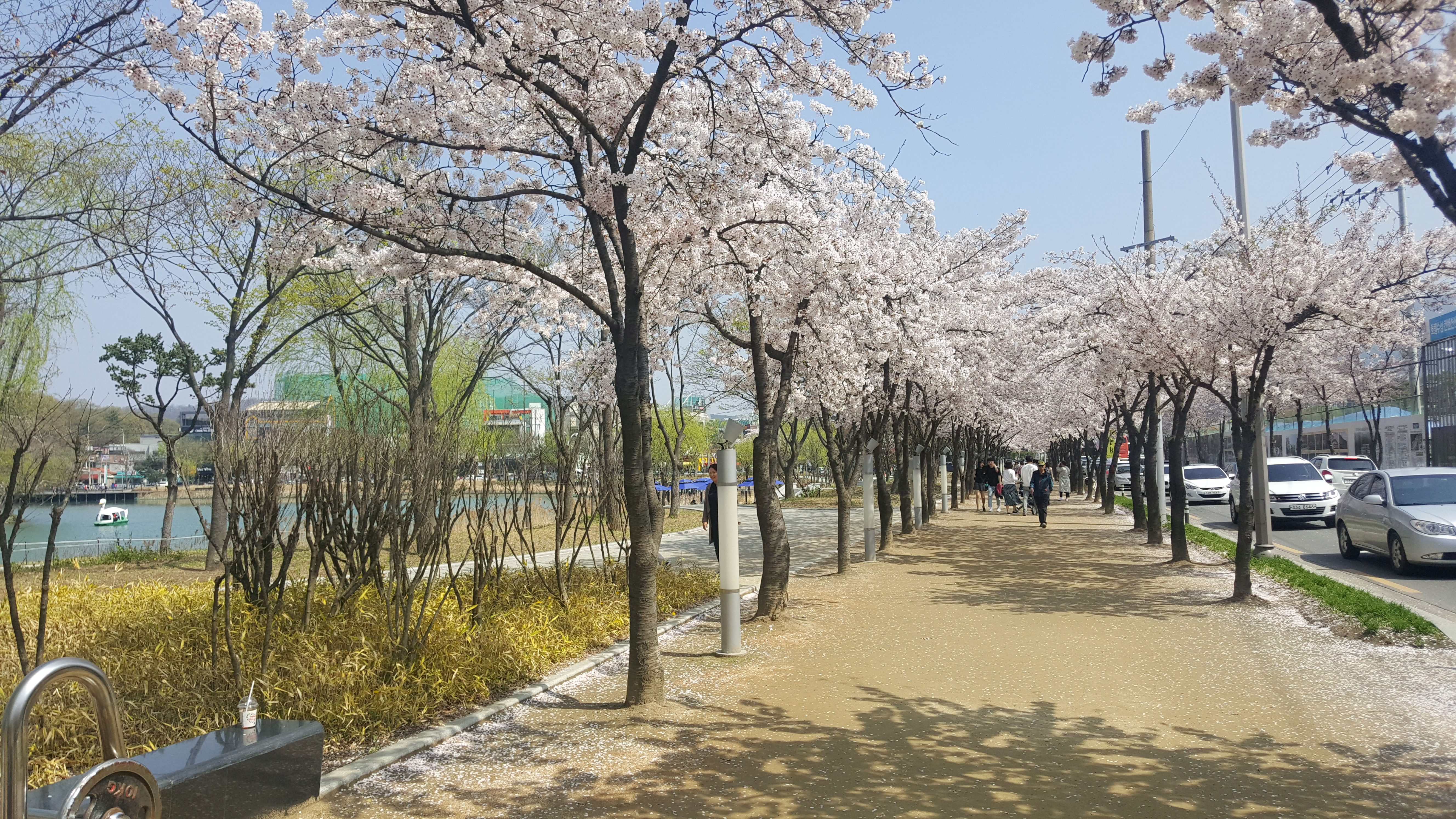
수성못 벚꽃길
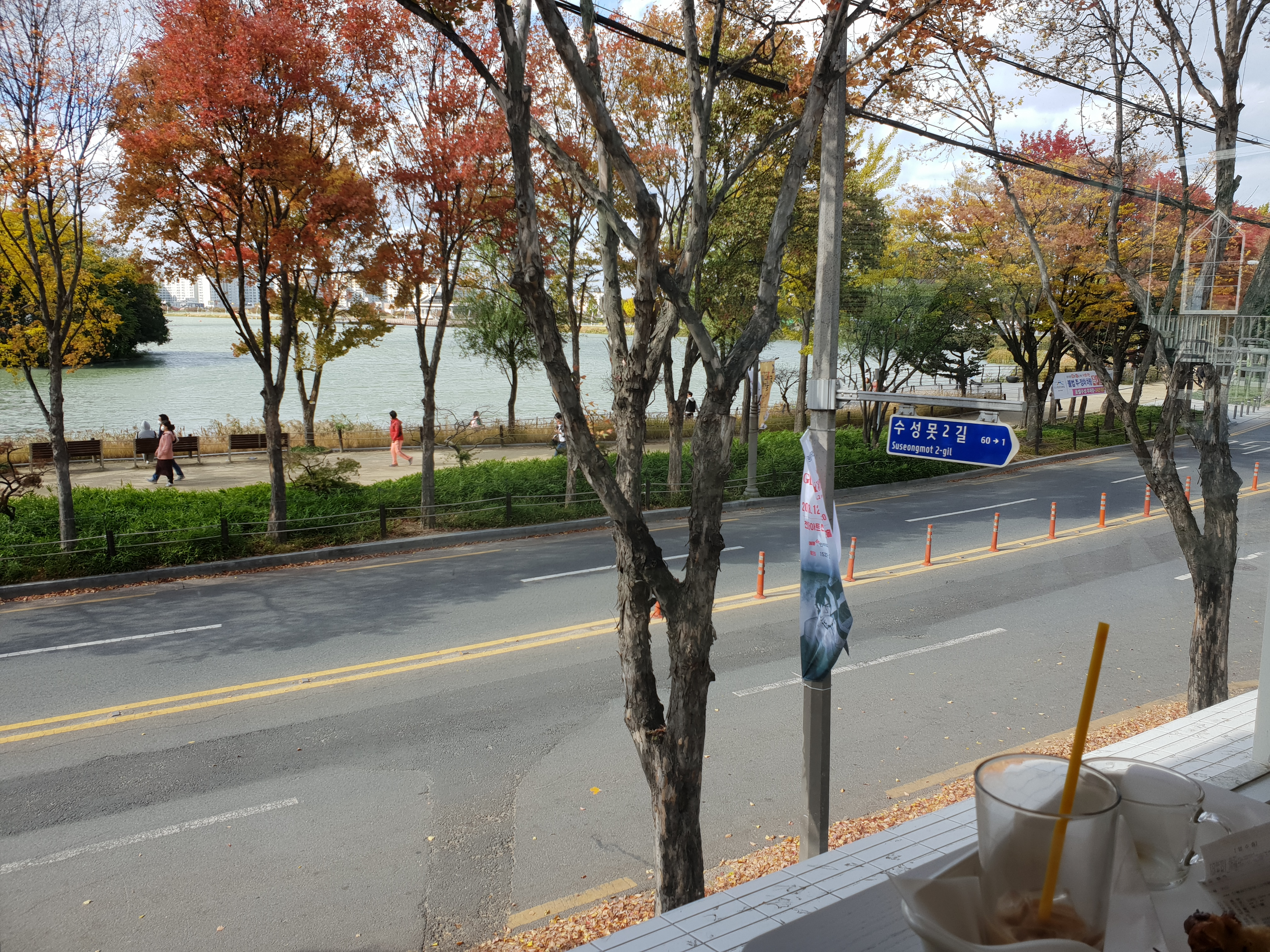
수성못길
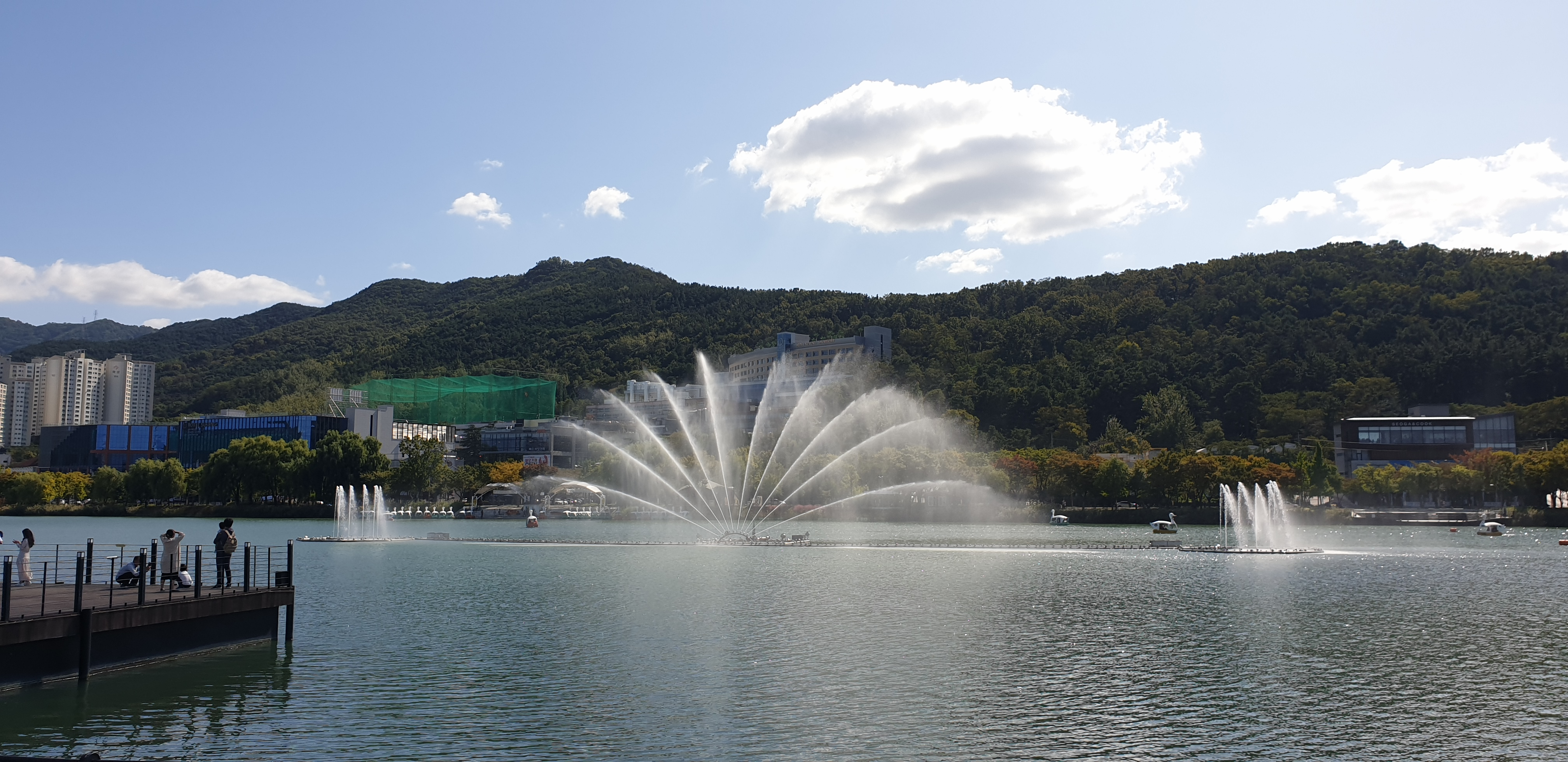
수성못 분수